# Bettie Cilliers-Barnard
Bettie Cilliers-Barnard (18 tháng 11 năm 1914 - 15 tháng 9 năm 2010) là một họa sĩ vẽ tranh trừu tượng người Nam Phi, thường được biết đến với những bức tranh lớn vẽ chim đang bay. Bà cũng là mẹ của nữ diễn viên nổi tiếng người Nam Phi Jana Cilliers.

## Tiểu sử
Cilliers-Barnard được sinh ra ở Rustenburg, Transvaal vào ngày 18 tháng 11 năm 1914. Bà bắt đầu vẽ vào cuối những năm 1930 và qua nhiều năm tiếp tục thử nghiệm với màu sắc, đường nét, trừu tượng và trừu tượng tượng trưng. Trong thập niên 1970, các loài chim bất ngờ bắt đầu xuất hiện trong tác phẩm của bà - có thể được mô tả như một phần của biểu tượng trần thế. Bà gọi công việc này là "chuyến bay tinh thần" của bà. Kể từ năm 1946, các tác phẩm của Ciliers-Barnard đã được trưng bày tại 70 triển lãm cá nhân ở Nam Phi cũng như ở Paris (tranh 1956), Luân Đôn (nghệ thuật đồ họa 1971), và tại Triển lãm lời mời Prestiges tại bảo tàng mỹ thuật Đài Bắc tại Đài Loan (nghệ thuật đồ họa 1987).
Triển lãm nghệ thuật đồ họa Nam Phi của bà ở nước ngoài đã bao gồm các nước như Áo, Đức, Tây Ban Nha, Hy Lạp và Israel. Thảm trang trí, tranh vẽ và tranh tường của bà trong các loại dầu đã được đưa vào cả cho các bộ sưu tập công cộng và cho các bộ sưu tập bảo tàng và tư nhân ở Nam Phi và ở nước ngoài. Gần đây nhất vào năm 1992, bà đã vẽ "Tầm nhìn" cho Viện Mắt Pretoria và một số bức vẽ theo đơn đặt hàng khác của bà bao gồm bức tranh "Chuyến bay" cho Nam Phi Airways, 1983, tấm thảm "Guardian Angel of the Arts" cho Nhà hát Pretoria, 1981, và bức tranh tường sơn dầu "Mensa sana corpore sano" cho Sở Y tế ở Pretoria, 1980.